# 戰爭兒童博物館
戰爭兒童博物館（波士尼亞語：Muzej ratnog djetinjstva，英語：War Childhood Museum）是一座歷史博物館，位於波士尼亞與赫塞哥維納聯邦首都塞拉耶佛，於2017年1月開幕。透過各項物品、影片證據及口述歷史的呈現，該館展出歷經波士尼亞戰爭孩童的經歷。 
此計畫始於2010年，塞拉耶佛企業家、行動主義者兼「戰爭兒童」亞斯明科．哈利洛維奇（Jasminko Halilovic）透過一個網路平台向那些於波士尼亞戰爭時曾是孩童的年輕人蒐集回憶錄片段，超過1,000名年輕人貢獻他們的記憶，哈利洛維奇將這些回憶錄彙編成一本書並於2013年出版，此書隨後被翻譯成德文及日文。
當哈利洛維奇開始和那些貢獻回憶的年輕人們聯繫，他發現許多前「戰爭兒童」都還留著一些特定物品，讓他們能夠連結記憶。隨後，哈利洛維奇便開始和另一群年輕專家合作，開發博物館收藏，最終收集了超過3,000項物品和超過60個口述歷史證詞。
2016年5月，戰爭兒童博物館於波赫聯邦歷史博物館舉行首次臨時展覽，隨後並於澤尼察（Zenica）與維索科（Visoko）舉辦更多展覽。2017年1月，戰爭兒童博物館的常設展覽於塞拉耶佛的洛加維納街（Logavina Street）開幕。
該館館藏包含日記、玩具、照片、衣物等由戰爭倖存者捐獻的各類物品，所有物品皆與捐獻者的自傳回憶錄共同呈現，除了參觀展品，訪客可以收聽證詞並閱讀口述歷史的訪談片段。